# Zwartrugfluitvogel
De zwartrugfluitvogel (Gymnorhina tibicen, synoniem Cracticus tibicen) is een zangvogel uit de familie Artamidae (spitsvogels) en onderfamilie Cracticinae (orgelvogels). In het Engels wordt hij ook wel aangeduid als Australian magpie (Australische ekster) of piping shrike (lett. "fluitklauwier"). Ze maken een kenmerkend geluid. Een (oudere) Nederlandse naam voor deze vogel is Australische fluitkraai.

## Kenmerken
Het verenkleed van deze vogel is zwart en wit. De snavel is wit en de poten zwart. De lichaamslengte bedraagt 42 cm.

## Leefwijze
De vogels zoeken in groepen voedsel op de grond, waar ze met hun sterke snavels insectenlarven en andere ongewervelde dieren opgraven. Ook kleine vogels en knaagdieren worden gedood. Hij zoekt zijn voedsel ook wel bij vuilnisbakken.

## Voortplanting
Elke groep heeft een ingewikkelde sociale structuur, die bepaalt dat alle vrouwtjes paren met een dominant mannetje om daarna alleen te nestelen. Jonge mannetjes paren, als zich de mogelijkheid voordoet, soms met de vrouwtjes, maar nemen niet deel aan de verzorging van de jongen. Deze taak is weggelegd voor de dominante man. Elke groep verdedigt zijn broedgebied fanatiek tegen indringers. Het nest bestaat uit een ondiepe, van binnen gevoerde kom, dat gebouwd wordt in een boom. In Australië en Nieuw-Guinea wordt gewaarschuwd om de broedplaatsen van de zwartrugfluitvogels niet te benaderen.

## Verspreiding en leefgebied
De soort is inheems in Australië en Nieuw-Guinea. Hij is door mensen ingevoerd op Fiji en Nieuw-Zeeland.
De soort telt acht ondersoorten:
- G. t. papuana: het zuidelijk-centraal Nieuw-Guinea.
- G. t. eylandtensis: inlands noordelijk Australië.
- G. t. tibicen: noordoostelijk, oostelijk-centraal en zuidoostelijk Australië.
- G. t. tyrannica: de kust van zuidelijk-centraal tot zuidoostelijk Australië.
- G. t. hypoleuca: Tasmanië en de eilanden in de Straat Bass.
- G. t. telonocua: zuidelijk-centraal Australië.
- G. t. dorsalis: zuidwestelijk Australië.
- G. t. longirostris: westelijk Australië.

## Status
De grootte van de populatie is niet gekwantificeerd maar de soort wordt omschreven als algemeen tot zeer talrijk langs de kust  en in landbouwgebieden en schaars in het droge binnenland. Op de Rode lijst van de IUCN heeft deze soort de status niet bedreigd.